# Будинова, Славка
Славка Будинова (чеш. Slávka Budínová; 1924—2002) — чешская актриса театра, оперы, оперетты, балета, кино и телевидения.

## Биография
Родилась в Остраве. Актриса театров в Остраве, Оломоуце и Праге. Умерла в Праге.

## Избранная фильмография
- 1952 — Анна-пролетарка / Anna proletářka
- 1962 — Смерть Тарзана / Tarzanova smrt
- 1965 — ...а пятый всадник – Страх / …a páty jezdec je Strach
- 1966 — Люди из фургонов / Lidé z maringotek — Мари, акробатка
- 1968 — Объезд / Objížďka — Ружена, жена Вртаня
- 1969 — Дело для начинающего палача / Případ pro začínajícího kata
- 1969 — Пан Тау / Pan Tau (телесериал)
- 1970 — Решительная барышня / Odvážná slečna
- 1971 — Любви обманчивые игры / Hry lásky šálivé
- 1971 — Убийство в отеле Эксцельсиор / Vražda v hotelu Excelsior
- 1972 — Секрет великого рассказчика / Tajemství velikého vypravěče
- 1973 — Ночь на Карлштейне / Noc na Karlštejně
- 1975 — У моего брата отличный братишка / Můj brácha má prima bráchu
- 1976 — Бурлящее вино / Bourlivé víno — Гоукалова
- 1976 — Лето с ковбоем / Léto s kovbojem — мать Гонзы
- 1977 — Завтра встану и ошпарюсь чаем / Zítra vstanu a opařím se čajem — Кроупова
- 1980 — Невеста / Die Verlobte (ГДР) — Лола
- 1996 — Коля / Kolja — Буштикова, соседка